# コイントス (藍坊主の曲)
「コイントス」は、日本のバンド藍坊主のメジャー5枚目のシングルである。2007年2月28日発売。発売元はトイズファクトリー。

## 概要
- CD-EXTRA仕様で「コイントス」のPVとオフショット写真を収録。
- 初回限定盤にはステッカー付き。

## 収録曲
1. コイントス(3:53)
作詞：佐々木健太　作曲：渡辺拓郎･藤森真一
  - 渡辺が初めて作曲を手掛けた曲。
2. シータムン(3:28)
作詞・作曲：佐々木健太
  - 歌詞が全て漢字になっている。後にベストアルバムにも収録された。

## 収録アルバム
- オリジナル『フォレストーン』（2008年4月2日）